# Quercus lungmaiensis
Espèce
Synonymes
- Cyclobalanopsis austroglauca Y.T.Chang[1]
- Cyclobalanopsis fulviseriacus Y.C.Hsu & D.M.Wang[1]
- Cyclobalanopsis lungmaiensis Hu[1]
- Quercus austroglauca (Y.T.Chang) Y.T.Chang[1]
- Quercus fulviseriacus (Y.C.Hsu & D.M.Wang) Govaerts[1]

Quercus lungmaiensis est une espèce de chênes du sous-genre Cyclobalanopsis. L'espèce est endémique au sud du Yunnan (Chine).